# Segunda División Peruana 2017
El Campeonato Descentralizado ADFP-SD 2017, conocida como Segunda División del Perú 2017 y por razones de patrocinio como Copa Best Cable 2017, fue la edición número 65 de la Segunda División del Perú, la decimosegunda desde que se descentraliza en 2006, la decimosegunda bajo la denominación de Campeonato Descentralizado ADFP-SD y la cuarta y la última bajo el patrocinio de Best Cable.
La organización, control y desarrollo del torneo está a cargo de la Asociación Deportiva de Fútbol Profesional de Segunda División (ADFP-SD), bajo supervisión de la Federación Peruana de Fútbol (FPF).

## Formato
Los quince equipos participantes; de acuerdo a las bases aprobadas por la F.P.F. jugarán entre sí todos contra todos en dos ruedas, ambas de 15 fechas con una fecha de descanso para todos; totalizando cada uno 28 partidos. Al término de la trigésima fecha, el equipo que esté en primer lugar se coronará campeón y ascenderá automáticamente al Torneo Descentralizado 2018; por otro lado los 2 últimos descenderán a la Copa Perú 2018.

## Equipos participantes
En el torneo participarán doce equipos de la temporada pasada más los dos descendidos del Descentralizado 2016 y el subcampeón de la Copa Perú 2016.

### Ascensos y descensos
Academia Cantolao —ascendido—, Atlético Torino y Unión Tarapoto —descendidos— y Alianza Universidad —retirado— dejaron la temporada pasada y serán reemplazados por Universidad César Vallejo, Defensor La Bocana y Deportivo Hualgayoc. César Vallejo y Defensor la Bocana descendieron del Descentralizado 2016 y Deportivo Hualgayoc ascendió luego de quedar segundo en la Copa Perú 2016.
Deportivo Hualgayoc participará por primera vez en Segunda División.
| Pos. | Descendidos del Descentralizado 2016 |
| ---- | ------------------------------------ |
| 15   | Universidad César Vallejo            |
| 16   | Defensor La Bocana                   |

| Pos. | Ascendido de la Segunda División 2016 |
| ---- | ------------------------------------- |
| 1    | Academia Cantolao                     |

| Pos. | Ascendido de la Copa Perú 2016 |
| ---- | ------------------------------ |
| 2    | Deportivo Hualgayoc            |

| Pos. | Descendidos de la Segunda División 2016       |
| ---- | --------------------------------------------- |
| 7    | Alianza Universidad (descenso administrativo) |
| 15   | Atlético Torino                               |
| 16   | Unión Tarapoto                                |

### Datos de los clubes
| Pos.    | Equipo                    | Ciudad      | Entrenador         | Estadio                  | Capacidad | Proveedor | Auspiciador               |
| ------- | ------------------------- | ----------- | ------------------ | ------------------------ | --------- | --------- | ------------------------- |
| 15 (CD) | Universidad César Vallejo | Trujillo    | Francisco Cortés.  | Mansiche                 | 25 000    | Joma      | Universidad César Vallejo |
| 16 (CD) | Defensor La Bocana        | Sechura     | César Vente (i).   | Sesquicentenario         | 6000      | Crack.    | Martín More & familia     |
| 2       | Sport Áncash              | Huaraz      | Paolo Maldonado.   | Rosas Pampa              | 20 000    | Sfera3    | Bandera de ?              |
| 3       | Cienciano                 | Cusco       | Sergio Ibarra.     | Garcilaso de la Vega     | 42 000    | Verco     | Caja Cusco                |
| 4       | Carlos A. Mannucci        | Trujillo    | Rafael Castillo.   | Mansiche                 | 25 000    | Walon     | UPAO Entel Perú           |
| 5       | Deportivo Coopsol         | Chancay     | Paul Cominges.     | Rómulo Shaw Cisneros     | 3000      | Walon     | Cementerio Campo Mayor    |
| 6       | Cultural Santa Rosa       | Andahuaylas | Jorge Amado Nunes. | Los Chankas              | 10 000    | Convert.  | Pinturas Cykron           |
| 8       | Alfredo Salinas           | Yauri       | Luis Llanos.       | Municipal de Espinar     | 12 000    | Urzu      | Full Terra Umasi S. R. L. |
| 9       | Los Caimanes              | Puerto Eten | Carlos Galván.     | Municipal de la Juventud | 17 758    | Front     | Gira                      |
| 10      | Sport Loreto              | Pucallpa    | Guillermo Esteves  | Aliardo Soria            | 25 000    | Crack.    | Petróleos de la Selva.    |
| 11      | Sport Victoria            | Ica         | Carlos Cortijo.    | José Picasso Peratta     | 10 000    | Habitez   | Xirect                    |
| 12      | Unión Huaral              | Huaral      | Duilio Cisneros.   | Julio Lores Colán        | 6000      | Real      | Best Cable                |
| 13      | Serrato Pacasmayo         | Guadalupe   | Ítalo Rivera (i).  | Carlos A. Olivares       | 12 000    | NewLife   | TV Cable Norte            |
| 14      | Sport Boys                | Callao      | Mario Viera.       | Miguel Grau              | 17 000    | Sfera3.   | Cemento Nacional          |
| 2 (CP)  | Deportivo Hualgayoc       | Hualgayoc   | José Soto.         | José Gálvez Egúsquiza    | 2000      | Crack     | Cía. Minera Coimolache    |

### Bolsa de minutos
En el campeonato de este año, los clubes deberán completar 2520 minutos que se distribuyen de la siguiente manera: quinientos veinte minutos con jugadores nacidos en 1997 y dos mil con nacidos en 1998 o menores.
  Actualizado el 5 de diciembre de 2017.
| Pos. | Equipo                    | Min. 97 | Min. 98 | Total |
| ---- | ------------------------- | ------- | ------- | ----- |
| 1    | Sport Victoria            | 3196    | 2180    | 5376  |
| 2    | Sport Áncash              | 2055    | 3019    | 5202  |
| 3    | Los Caimanes              | 2661    | 2197    | 4858  |
| 4    | Defensor La Bocana        | 2146    | 2040    | 4186  |
| 5    | Universidad César Vallejo | 1626    | 2305    | 3931  |
| 6    | Cultural Santa Rosa       | 1814    | 2009    | 3732  |
| 7    | Serrato Pacasmayo         | 1332    | 2094    | 3222  |
| 8    | Sport Boys                | 1078    | 2022    | 3100  |
| 9    | Cienciano                 | 741     | 2157    | 2898  |
| 10   | Carlos A. Mannucci        | 657     | 2136    | 2789  |
| 11   | Deportivo Coopsol         | 1141    | 2008    | 2789  |
| 12   | Unión Huaral              | 788     | 2424    | 2788  |
| 13   | Sport Loreto              | 690     | 2317    | 2737  |
| 14   | Alfredo Salinas           | 546     | 2027    | 2682  |
| 15   | Deportivo Hualgayoc       | 523     | 2135    | 2658  |

### Distribución geográfica

#### Equipos por departamento
| Departamento | Número | Equipos                   |
| ------------ | ------ | ------------------------- |
| La Libertad  | 3      | Carlos A. Mannucci        |
| La Libertad  | 3      | Universidad César Vallejo |
| La Libertad  | 3      | Serrato Pacasmayo         |
| Cusco        | 2      | Alfredo Salinas           |
| Cusco        | 2      | Cienciano                 |
| Lima         | 2      | Unión Huaral              |
| Lima         | 2      | Deportivo Coopsol         |
| Áncash       | 1      | Sport Áncash              |
| Apurímac     | 1      | Cultural Santa Rosa       |
| Cajamarca    | 1      | Deportivo Hualgayoc       |
| Callao       | 1      | Sport Boys                |
| Ica          | 1      | Sport Victoria            |
| Lambayeque   | 1      | Los Caimanes              |
| Piura        | 1      | Defensor La Bocana        |
| Ucayali      | 1      | Sport Loreto              |

## Tabla de posiciones
Para el cálculo de la tabla de posiciones se asignarán tres puntos por cada victoria, uno por cada empate y cero en caso de derrota. La posición en la tabla dependerá de la cantidad de puntos obtenidos, la diferencia entre los goles anotados y los goles recibidos, la cantidad de goles anotados y la cantidad de goles recibidos.
- Actualizado el 26 de noviembre de 2017.[18][19]

| Pos. | Equipo                    | PJ | PG | PE | PP | GF | GC | DG  | Pts. | Clasificado a             |
| ---- | ------------------------- | -- | -- | -- | -- | -- | -- | --- | ---- | ------------------------- |
| 1    | Universidad César Vallejo | 28 | 16 | 9  | 3  | 76 | 29 | +47 | 57   | Definición del Campeonato |
| 2    | Sport Boys                | 28 | 16 | 9  | 3  | 54 | 23 | +31 | 57   | Definición del Campeonato |
| 3    | Deportivo Hualgayoc.      | 28 | 14 | 6  | 8  | 70 | 44 | +26 | 46   |                           |
| 4    | Unión Huaral              | 28 | 13 | 4  | 11 | 56 | 57 | -1  | 45   |                           |
| 5    | Cultural Santa Rosa       | 28 | 11 | 11 | 6  | 42 | 27 | +15 | 44   |                           |
| 6    | Cienciano.                | 28 | 13 | 8  | 7  | 61 | 41 | +20 | 43   |                           |
| 7    | Carlos A. Mannucci        | 28 | 10 | 11 | 7  | 53 | 38 | +15 | 41   |                           |
| 8    | Deportivo Coopsol         | 28 | 9  | 11 | 8  | 48 | 46 | +2  | 38   |                           |
| 9    | Sport Victoria            | 28 | 10 | 7  | 11 | 36 | 44 | -8  | 37   |                           |
| 10   | Sport Loreto              | 28 | 9  | 6  | 13 | 39 | 48 | -9  | 33   |                           |
| 11   | Alfredo Salinas.          | 28 | 7  | 10 | 11 | 41 | 56 | -15 | 27   |                           |
| 12   | Serrato Pacasmayo         | 28 | 6  | 6  | 16 | 33 | 68 | -35 | 24   |                           |
| 13   | Los Caimanes.             | 28 | 8  | 4  | 16 | 41 | 59 | -18 | 22   |                           |
| 14   | Defensor La Bocana.       | 28 | 9  | 3  | 16 | 49 | 73 | -24 | 16   | Copa Perú 2018            |
| 15   | Sport Áncash.             | 28 | 3  | 6  | 19 | 27 | 73 | -46 | 13   | Copa Perú 2018            |

1. ↑  Hualgayoc sufrió la sustracción de 2 puntos por deudas.[20]
2. ↑  Cienciano sufrió la sustracción de 4 puntos por deudas.[21]
3. ↑  Alfredo Salinas sufrió la sustracción de 4 puntos por deudas.[22][23]
4. ↑  Los Caimanes sufrió la sustracción de 6 puntos por deudas.[24][25][26]
5. ↑  Defensor La Bocana sufrió la sustracción de 14 puntos por deudas.[27][28][29][30][31][32]
6. ↑  Sport Áncash sufrió la sustracción de 2 puntos por deudas.[33]

### Evolución de las clasificaciones
En esta sección se muestra la posición ocupada por cada uno de los dieciséis equipos al término de cada jornada. Los colores son los mismos utilizados en la tabla de posiciones y hacen referencia a la clasificación en una determina jornada.
| Jornada                   | 1  | 2  | 3  | 4  | 5  | 6  | 7  | 8  | 9  | 10 | 11 | 12 | 13 | 14 | 15 | 16 | 17 | 18 | 19 | 20 | 21 | 22 | 23 | 24 | 25 | 26 | 27 | 28 | 29 | 30 |
| Equipo                    |    |    |    |    |    |    |    |    |    |    |    |    |    |    |    |    |    |    |    |    |    |    |    |    |    |    |    |    |    |    |
| ------------------------- | -- | -- | -- | -- | -- | -- | -- | -- | -- | -- | -- | -- | -- | -- | -- | -- | -- | -- | -- | -- | -- | -- | -- | -- | -- | -- | -- | -- | -- | -- |
| Universidad César Vallejo | 7  | 2  | 1  | 1  | 1  | 2  | 2  | 2  | 2  | 2  | 2  | 2  | 2  | 2  | 2  | 2  | 2  | 2  | 2  | 2  | 2  | 2  | 2  | 2  | 2  | 2  | 1  | 1  | 1  | 1  |
| Sport Boys                | 3  | 1  | 2  | 2  | 2  | 1  | 1  | 1  | 1  | 1  | 1  | 1  | 1  | 1  | 1  | 1  | 1  | 1  | 1  | 1  | 1  | 1  | 1  | 1  | 1  | 1  | 2  | 2  | 2  | 2  |
| Deportivo Hualgayoc       | 12 | 13 | 13 | 4  | 3  | 4  | 3  | 3  | 4  | 5  | 4  | 4  | 4  | 6  | 6  | 6  | 7  | 5  | 4  | 4  | 3  | 3  | 3  | 3  | 3  | 3  | 3  | 3  | 4  | 3  |
| Unión Huaral              | 13 | 12 | 12 | 6  | 10 | 5  | 7  | 4  | 6  | 10 | 7  | 6  | 5  | 4  | 5  | 5  | 8  | 7  | 7  | 6  | 5  | 5  | 4  | 4  | 4  | 5  | 6  | 7  | 6  | 4  |
| Cultural Santa Rosa       | 9  | 5  | 7  | 3  | 6  | 3  | 5  | 6  | 8  | 4  | 10 | 10 | 10 | 5  | 4  | 4  | 4  | 3  | 5  | 3  | 4  | 4  | 6  | 7  | 8  | 7  | 7  | 5  | 5  | 5  |
| Cienciano                 | 10 | 8  | 9  | 5  | 5  | 6  | 8  | 10 | 5  | 7  | 12 | 9  | 9  | 10 | 10 | 9  | 10 | 10 | 8  | 8  | 8  | 8  | 8  | 8  | 5  | 4  | 4  | 4  | 3  | 6  |
| Carlos A. Mannucci        | 1  | 3  | 3  | 7  | 9  | 12 | 12 | 9  | 11 | 11 | 5  | 7  | 6  | 8  | 7  | 7  | 5  | 6  | 6  | 7  | 7  | 7  | 7  | 6  | 7  | 6  | 5  | 6  | 7  | 7  |
| Deportivo Coopsol         | 4  | 4  | 4  | 9  | 11 | 13 | 13 | 11 | 12 | 8  | 8  | 11 | 11 | 11 | 11 | 11 | 11 | 11 | 11 | 10 | 10 | 10 | 10 | 10 | 9  | 10 | 10 | 10 | 9  | 8  |
| Sport Victoria            | 6  | 9  | 5  | 8  | 4  | 7  | 4  | 5  | 3  | 3  | 3  | 3  | 3  | 3  | 3  | 3  | 3  | 4  | 3  | 5  | 6  | 6  | 5  | 5  | 6  | 8  | 8  | 8  | 8  | 9  |
| Sport Loreto              | 2  | 7  | 10 | 13 | 12 | 8  | 9  | 7  | 9  | 6  | 6  | 8  | 8  | 9  | 9  | 8  | 6  | 8  | 9  | 9  | 9  | 9  | 9  | 9  | 10 | 9  | 9  | 9  | 10 | 10 |
| Alfredo Salinas           | 8  | 6  | 6  | 10 | 7  | 9  | 6  | 8  | 7  | 9  | 9  | 5  | 7  | 7  | 10 | 10 | 9  | 9  | 10 | 11 | 11 | 11 | 11 | 11 | 11 | 11 | 11 | 11 | 11 | 11 |
| Serrato Pacasmayo         | 14 | 10 | 8  | 8  | 13 | 11 | 11 | 13 | 13 | 12 | 13 | 13 | 13 | 14 | 14 | 12 | 12 | 12 | 12 | 12 | 12 | 12 | 12 | 12 | 12 | 12 | 12 | 12 | 12 | 12 |
| Los Caimanes              | 5  | 11 | 9  | 11 | 8  | 10 | 10 | 12 | 10 | 13 | 11 | 12 | 12 | 13 | 13 | 13 | 14 | 14 | 13 | 13 | 13 | 13 | 13 | 13 | 14 | 14 | 14 | 14 | 14 | 13 |
| Defensor La Bocana        | 11 | 14 | 14 | 15 | 14 | 15 | 15 | 14 | 14 | 14 | 14 | 14 | 14 | 12 | 12 | 14 | 13 | 13 | 14 | 14 | 14 | 14 | 14 | 14 | 13 | 13 | 13 | 13 | 13 | 14 |
| Sport Áncash              | 15 | 15 | 15 | 14 | 15 | 14 | 15 | 15 | 15 | 15 | 15 | 15 | 15 | 15 | 15 | 15 | 15 | 15 | 15 | 15 | 15 | 15 | 15 | 15 | 15 | 15 | 15 | 15 | 15 | 15 |

## Resultados
En las siguientes tablas se muestran los resultados a gran escala entre los participantes. Un recuadro de color rojo simboliza la victoria del equipo visitante —en la parte superior—, uno verde, la victoria del local —en la parte izquierda— y uno amarillo, un empate.
 Actualizado el 5 de diciembre 2017.
|                           | ALS | MAN | CIE | CSR | DLB | COO | HGY | LCA | SER | ÁNC | SBA | SLO | SVI | UHU | UCV |
| ------------------------- | --- | --- | --- | --- | --- | --- | --- | --- | --- | --- | --- | --- | --- | --- | --- |
| Alfredo Salinas           |     | 2–0 | 2–2 | 0–0 | 5–2 | 0–3 | 1–1 | 5–4 | 0–1 | 5–1 | 1–1 | 1–1 | 0–0 | 3–0 | 1–1 |
| Carlos A. Mannucci        | 4–1 |     | 2–1 | 0–0 | 5–2 | 3–1 | 3–1 | 2–2 | 5–2 | 6–1 | 1–1 | 1–1 | 4–1 | 1–1 | 1–2 |
| Cienciano                 | 1–1 | 1–1 |     | 2–1 | 2–0 | 3–2 | 2–2 | 3–2 | 4–1 | 4–0 | 1–1 | 1–0 | 3–1 | 8–1 | 0–0 |
| Cultural Santa Rosa       | 1–0 | 1–0 | 1–1 |     | 6–1 | 3–1 | 2–0 | 1–0 | 4–2 | 2–2 | 0–0 | 4–0 | 4–1 | 0–0 | 1–1 |
| Defensor La Bocana        | 3–1 | 1–6 | 1–2 | 2–1 |     | 2–2 | 3–0 | 2–1 | 6–0 | 3–2 | 0–2 | 1–0 | 6–1 | 4–2 | 0–4 |
| Deportivo Coopsol         | 0–2 | 2–2 | 2–2 | 0–0 | 3–1 |     | 4–2 | 1–1 | 1–1 | 1–1 | 0–2 | 3–2 | 0–2 | 4–1 | 2–1 |
| Deportivo Hualgayoc       | 3–3 | 4–0 | 2–1 | 1–1 | 5–0 | 2–2 |     | 6–0 | 3–1 | 2–0 | 2–1 | 5–1 | 3–2 | 4–0 | 1–0 |
| Los Caimanes              | 5–0 | 1–1 | 2–1 | 2–1 | 3–1 | 1–1 | 2–0 |     | 0–2 | 2–1 | 0–3 | 2–1 | 0–3 | 2–4 | 0–1 |
| Serrato Pacasmayo         | 2–0 | 1–1 | 5–1 | 1–1 | 3–3 | 1–4 | 0–4 | 3–2 |     | 1–0 | 1–3 | 0–1 | 1–1 | 1–3 | 0–5 |
| Sport Áncash              | 1–2 | 0–1 | 1–4 | 0–1 | 2–0 | 2–5 | 0–3 | 1–0 | 3–1 |     | 2–3 | 1–1 | 1–1 | 1–4 | 1–1 |
| Sport Boys                | 4–0 | 0–0 | 1–2 | 1–0 | 5–1 | 2–2 | 3–2 | 3–1 | 1–1 | 6–0 |     | 3–2 | 2–0 | 2–1 | 0–0 |
| Sport Loreto              | 3–1 | 0–0 | 3–4 | 0–0 | 3–0 | 2–1 | 1–3 | 3–1 | 3–0 | 2–2 | 2–1 |     | 1–0 | 2–3 | 2–1 |
| Sport Victoria            | 1–1 | 2–0 | 2–1 | 2–0 | 1–1 | 1–1 | 2–1 | 0–3 | 4–1 | 1–0 | 0–1 | 1–0 |     | 2–0 | 1–1 |
| Unión Huaral              | 4–1 | 3–2 | 2–0 | 2–4 | 3–2 | 0–1 | 5–3 | 2–1 | 3–0 | 3–0 | 0–1 | 2–0 | 6–2 |     | 0–4 |
| Universidad César Vallejo | 7–2 | 3–1 | 2–1 | 5–2 | 4–2 | 2–0 | 4–4 | 7–1 | 2–0 | 8–1 | 1–1 | 6–2 | 2–1 | 1–1 |     |

## Partidos
El sorteo de las treinta jornadas del torneo se realizó el jueves seis de abril, en la Villa Deportiva Nacional de la Federación Peruana de Fútbol.

### Primera vuelta
Se jugaron siete partidos en cada fecha y un equipo descansó.
| Fecha 1             | Fecha 1            | Fecha 1                   | Fecha 1              | Fecha 1            | Fecha 1            |
| Local               | Resultado          | Visitante                 | Estadio              | Fecha              | Hora               |
| ------------------- | ------------------ | ------------------------- | -------------------- | ------------------ | ------------------ |
| Deportivo Coopsol   | 1 – 1              | Los Caimanes              | Rómulo Shaw Cisneros | 22 de abril        | 15:30              |
| Sport Victoria      | 1 – 1              | Universidad César Vallejo | José Picasso Peratta | 23 de abril        | 13:00              |
| Alfredo Salinas     | 0 – 0              | Cultural Santa Rosa       | Municipal de Espinar | 23 de abril        | 15:00              |
| Carlos A. Mannucci  | 6 – 1              | Sport Áncash              | Mansiche             | 23 de abril        | 15:30              |
| Unión Huaral        | 0 – 1              | Sport Boys                | Julio Lores Colán    | 23 de abril        | 15:30              |
| Sport Loreto        | 3 – 0              | Serrato Pacasmayo         | Aliardo Soria        | 23 de abril        | 15:30              |
| Deportivo Hualgayoc | 2 – 1              | Cienciano                 | El Frutillo          | 12 de julio        | 15:30              |
| Equipo libre:       | Defensor La Bocana | Defensor La Bocana        | Defensor La Bocana   | Defensor La Bocana | Defensor La Bocana |

| Fecha 2                   | Fecha 2      | Fecha 2             | Fecha 2              | Fecha 2      | Fecha 2      |
| Local                     | Resultado    | Visitante           | Estadio              | Fecha        | Hora         |
| ------------------------- | ------------ | ------------------- | -------------------- | ------------ | ------------ |
| Cienciano                 | 3 – 1        | Sport Victoria      | Garcilaso de la Vega | 29 de abril  | 13:00        |
| Deportivo Coopsol         | 2 – 0        | Defensor La Bocana  | Rómulo Shaw Cisneros | 29 de abril  | 15:30        |
| Sport Áncash              | 1 – 2        | Alfredo Salinas     | Rosas Pampa          | 29 de abril  | 15:30        |
| Sport Boys                | 3 – 2        | Sport Loreto        | Miguel Grau          | 29 de abril  | 20:00        |
| Serrato Pacasmayo         | 1 – 1        | Carlos A. Mannucci  | Carlos A. Olivares   | 30 de abril  | 10:00        |
| Universidad César Vallejo | 7 – 1        | Los Caimanes        | Mansiche             | 30 de abril  | 15:30        |
| Cultural Santa Rosa       | 2 – 0        | Deportivo Hualgayoc | Los Chankas          | 30 de abril  | 15:30        |
| Equipo libre:             | Unión Huaral | Unión Huaral        | Unión Huaral         | Unión Huaral | Unión Huaral |

| Fecha 3             | Fecha 3           | Fecha 3                   | Fecha 3                  | Fecha 3           | Fecha 3           |
| Local               | Resultado         | Visitante                 | Estadio                  | Fecha             | Hora              |
| ------------------- | ----------------- | ------------------------- | ------------------------ | ----------------- | ----------------- |
| Los Caimanes        | 2 – 1             | Cienciano                 | Municipal de la Juventud | 6 de mayo         | 11:00             |
| Sport Victoria      | 2 – 0             | Cultural Santa Rosa       | José Picasso Peratta     | 7 de mayo         | 13:00             |
| Alfredo Salinas     | 0 – 1             | Serrato Pacasmayo         | Municipal de Espinar     | 7 de mayo         | 15:00             |
| Deportivo Hualgayoc | 2 – 0             | Sport Áncash              | José Gálvez Egúsquiza    | 7 de mayo         | 15:30             |
| Defensor La Bocana  | 0 – 4             | Universidad César Vallejo | Sesquicentenario         | 7 de mayo         | 15:30             |
| Carlos A. Mannucci  | 1 – 1             | Sport Boys                | Mansiche                 | 7 de mayo         | 15:30             |
| Sport Loreto        | 2 – 3             | Unión Huaral              | Aliardo Soria            | 7 de mayo         | 15:30             |
| Equipo libre:       | Deportivo Coopsol | Deportivo Coopsol         | Deportivo Coopsol        | Deportivo Coopsol | Deportivo Coopsol |

| Fecha 4                   | Fecha 4      | Fecha 4             | Fecha 4              | Fecha 4      | Fecha 4      |
| Local                     | Resultado    | Visitante           | Estadio              | Fecha        | Hora         |
| ------------------------- | ------------ | ------------------- | -------------------- | ------------ | ------------ |
| Universidad César Vallejo | 2 – 0        | Deportivo Coopsol   | Mansiche             | 13 de mayo   | 15:30        |
| Sport Áncash              | 1 – 1        | Sport Victoria      | Rosas Pampa          | 13 de mayo   | 20:00        |
| Sport Boys                | 4 – 0        | Alfredo Salinas     | Miguel Grau          | 13 de mayo   | 20:30        |
| Cienciano                 | 2 – 0        | Defensor La Bocana  | Garcilaso de la Vega | 14 de mayo   | 15:30        |
| Cultural Santa Rosa       | 1 – 0        | Los Caimanes        | Los Chankas          | 14 de mayo   | 15:30        |
| Unión Huaral              | 3 – 2        | Carlos A. Mannucci  | Julio Lores Colán    | 14 de mayo   | 15:30        |
| Serrato Pacasmayo         | 0 – 4        | Deportivo Hualgayoc | Carlos A. Olivares   | 14 de mayo   | 16:00        |
| Equipo libre:             | Sport Loreto | Sport Loreto        | Sport Loreto         | Sport Loreto | Sport Loreto |

| Fecha 5             | Fecha 5                   | Fecha 5                   | Fecha 5                   | Fecha 5                   | Fecha 5                   |
| Local               | Resultado                 | Visitante                 | Estadio                   | Fecha                     | Hora                      |
| ------------------- | ------------------------- | ------------------------- | ------------------------- | ------------------------- | ------------------------- |
| Deportivo Coopsol   | 2 – 2                     | Cienciano                 | Rómulo Shaw Cisneros      | 20 de mayo                | 15:30                     |
| Los Caimanes        | 2 – 1                     | Sport Áncash              | Municipal de la Juventud  | 21 de mayo                | 11:00                     |
| Sport Victoria      | 4 – 1                     | Serrato Pacasmayo         | José Picasso Peratta      | 21 de mayo                | 13:00                     |
| Alfredo Salinas     | 3 – 0                     | Unión Huaral              | Municipal de Espinar      | 21 de mayo                | 15:00                     |
| Deportivo Hualgayoc | 2 – 1                     | Sport Boys                | José Gálvez Egúsquiza     | 21 de mayo                | 15:30                     |
| Defensor La Bocana  | 2 – 1                     | Cultural Santa Rosa       | Sesquicentenario          | 21 de mayo                | 15:30                     |
| Carlos A. Mannucci  | 1 – 1                     | Sport Loreto              | Mansiche                  | 21 de mayo                | 15:30                     |
| Equipo libre:       | Universidad César Vallejo | Universidad César Vallejo | Universidad César Vallejo | Universidad César Vallejo | Universidad César Vallejo |

| Fecha 6             | Fecha 6            | Fecha 6                   | Fecha 6              | Fecha 6            | Fecha 6            |
| Local               | Resultado          | Visitante                 | Estadio              | Fecha              | Hora               |
| ------------------- | ------------------ | ------------------------- | -------------------- | ------------------ | ------------------ |
| Cienciano           | 0 – 0              | Universidad César Vallejo | Garcilaso de la Vega | 28 de mayo         | 13:30              |
| Sport Áncash        | 2 – 0              | Defensor La Bocana        | Rosas Pampa          | 28 de mayo         | 15:30              |
| Sport Boys          | 2 – 0              | Sport Victoria            | Miguel Grau          | 28 de mayo         | 15:30              |
| Cultural Santa Rosa | 3 – 1              | Deportivo Coopsol         | Los Chankas          | 28 de mayo         | 15:30              |
| Sport Loreto        | 3 – 1              | Alfredo Salinas           | Aliardo Soria        | 28 de mayo         | 15:30              |
| Unión Huaral        | 5 – 3              | Deportivo Hualgayoc       | Julio Lores Colán    | 28 de mayo         | 15:30              |
| Serrato Pacasmayo   | 3 – 2              | Los Caimanes              | Carlos A. Olivares   | 28 de mayo         | 16:00              |
| Equipo libre:       | Carlos A. Mannucci | Carlos A. Mannucci        | Carlos A. Mannucci   | Carlos A. Mannucci | Carlos A. Mannucci |

| Fecha 7                   | Fecha 7   | Fecha 7             | Fecha 7                  | Fecha 7    | Fecha 7   |
| Local                     | Resultado | Visitante           | Estadio                  | Fecha      | Hora      |
| ------------------------- | --------- | ------------------- | ------------------------ | ---------- | --------- |
| Deportivo Coopsol         | 1 – 1     | Sport Áncash        | Rómulo Shaw Cisneros     | 3 de junio | 15:30     |
| Los Caimanes              | 0 – 3     | Sport Boys          | Municipal de la Juventud | 4 de junio | 11:00     |
| Sport Victoria            | 2 – 0     | Unión Huaral        | José Picasso Peratta     | 4 de junio | 15:00     |
| Alfredo Salinas           | 2 – 0     | Carlos A. Mannucci  | Municipal de Espinar     | 4 de junio | 15:00     |
| Deportivo Hualgayoc       | 5 – 1     | Sport Loreto        | José Gálvez Egúsquiza    | 4 de junio | 15:30     |
| Universidad César Vallejo | 5 – 2     | Cultural Santa Rosa | Municipal de Casa Grande | 4 de junio | 15:30     |
| Defensor La Bocana        | 6 – 0     | Serrato Pacasmayo   | Sesquicentenario         | 4 de junio | 15:30     |
| Equipo libre:             | Cienciano | Cienciano           | Cienciano                | Cienciano  | Cienciano |

| Fecha 8             | Fecha 8         | Fecha 8                   | Fecha 8            | Fecha 8         | Fecha 8         |
| Local               | Resultado       | Visitante                 | Estadio            | Fecha           | Hora            |
| ------------------- | --------------- | ------------------------- | ------------------ | --------------- | --------------- |
| Serrato Pacasmayo   | 1 – 4           | Deportivo Coopsol         | Carlos A. Olivares | 10 de junio     | 16:00           |
| Carlos A. Mannucci  | 3 – 1           | Deportivo Hualgayoc       | Mansiche           | 11 de junio     | 15:30           |
| Sport Áncash        | 1 – 1           | Universidad César Vallejo | Rosas Pampa        | 11 de junio     | 15:30           |
| Sport Boys          | 5 – 1           | Defensor La Bocana        | Miguel Grau        | 11 de junio     | 15:30           |
| Cultural Santa Rosa | 1 – 1           | Cienciano                 | Los Chankas        | 11 de junio     | 15:30           |
| Unión Huaral        | 2 – 1           | Los Caimanes              | Julio Lores Colán  | 11 de junio     | 15:30           |
| Sport Loreto        | 1 – 0           | Sport Victoria            | Aliardo Soria      | 11 de junio     | 15:30           |
| Equipo libre:       | Alfredo Salinas | Alfredo Salinas           | Alfredo Salinas    | Alfredo Salinas | Alfredo Salinas |

| Fecha 9                   | Fecha 9             | Fecha 9             | Fecha 9                  | Fecha 9             | Fecha 9             |
| Local                     | Resultado           | Visitante           | Estadio                  | Fecha               | Hora                |
| ------------------------- | ------------------- | ------------------- | ------------------------ | ------------------- | ------------------- |
| Sport Victoria            | 2 – 0               | Carlos A. Mannucci  | José Picasso Peratta     | 17 de junio         | 15:30               |
| Universidad César Vallejo | 2 – 0               | Serrato Pacasmayo   | Mansiche                 | 17 de junio         | 15:30               |
| Los Caimanes              | 2 – 1               | Sport Loreto        | Municipal de la Juventud | 17 de junio         | 15:30               |
| Cienciano                 | 4 – 0               | Sport Áncash        | Garcilaso de la Vega     | 18 de junio         | 15:00               |
| Deportivo Coopsol         | 0 – 2               | Sport Boys          | Rómulo Shaw Cisneros     | 18 de junio         | 15:30               |
| Deportivo Hualgayoc       | 3 – 3               | Alfredo Salinas     | José Gálvez Egúsquiza    | 18 de junio         | 15:30               |
| Defensor La Bocana        | 4 – 2               | Unión Huaral        | Sesquicentenario         | 18 de junio         | 15:30               |
| Equipo libre:             | Cultural Santa Rosa | Cultural Santa Rosa | Cultural Santa Rosa      | Cultural Santa Rosa | Cultural Santa Rosa |

| Fecha 10           | Fecha 10            | Fecha 10                  | Fecha 10             | Fecha 10            | Fecha 10            |
| Local              | Resultado           | Visitante                 | Estadio              | Fecha               | Hora                |
| ------------------ | ------------------- | ------------------------- | -------------------- | ------------------- | ------------------- |
| Sport Áncash       | 0 – 1               | Cultural Santa Rosa       | Rosas Pampa          | 24 de junio         | 20:00               |
| Alfredo Salinas    | 0 – 0               | Sport Victoria            | Municipal de Espinar | 25 de junio         | 15:00               |
| Carlos A. Mannucci | 2 – 2               | Los Caimanes              | Mansiche             | 25 de junio         | 15:30               |
| Sport Boys         | 0 – 0               | Universidad César Vallejo | Miguel Grau          | 25 de junio         | 15:30               |
| Unión Huaral       | 0 – 1               | Deportivo Coopsol         | Julio Lores Colán    | 25 de junio         | 15:30               |
| Sport Loreto       | 3 – 0               | Defensor La Bocana        | Aliardo Soria        | 25 de junio         | 15:30               |
| Serrato Pacasmayo  | 5 – 1               | Cienciano                 | Carlos A. Olivares   | 25 de junio         | 15:30               |
| Equipo libre:      | Deportivo Hualgayoc | Deportivo Hualgayoc       | Deportivo Hualgayoc  | Deportivo Hualgayoc | Deportivo Hualgayoc |

| Fecha 11                  | Fecha 11     | Fecha 11            | Fecha 11                 | Fecha 11     | Fecha 11     |
| Local                     | Resultado    | Visitante           | Estadio                  | Fecha        | Hora         |
| ------------------------- | ------------ | ------------------- | ------------------------ | ------------ | ------------ |
| Universidad César Vallejo | 1 – 1        | Unión Huaral        | Mansiche                 | 30 de junio  | 19:30        |
| Deportivo Coopsol         | 3 – 2        | Sport Loreto        | Rómulo Shaw Cisneros     | 1 de julio   | 15:30        |
| Los Caimanes              | 5 – 0        | Alfredo Salinas     | Municipal de la Juventud | 2 de julio   | 11:00        |
| Cienciano                 | 1 – 1        | Sport Boys          | Garcilaso de la Vega     | 2 de julio   | 13:30        |
| Sport Victoria            | 2 – 1        | Deportivo Hualgayoc | José Picasso Peratta     | 2 de julio   | 15:00        |
| Defensor La Bocana        | 1 – 6        | Carlos A. Mannucci  | Sesquicentenario         | 2 de julio   | 15:30        |
| Cultural Santa Rosa       | 4 – 2        | Serrato Pacasmayo   | Los Chankas              | 29 de julio  | 15:30        |
| Equipo libre:             | Sport Áncash | Sport Áncash        | Sport Áncash             | Sport Áncash | Sport Áncash |

| Fecha 12            | Fecha 12       | Fecha 12                  | Fecha 12              | Fecha 12       | Fecha 12       |
| Local               | Resultado      | Visitante                 | Estadio               | Fecha          | Hora           |
| ------------------- | -------------- | ------------------------- | --------------------- | -------------- | -------------- |
| Alfredo Salinas     | 5 – 2          | Defensor La Bocana        | Municipal de Espinar  | 9 de julio     | 15:00          |
| Deportivo Hualgayoc | 6 – 0          | Los Caimanes              | José Gálvez Egúsquiza | 9 de julio     | 15:30          |
| Carlos A. Mannucci  | 3 – 1          | Deportivo Coopsol         | Mansiche              | 9 de julio     | 15:30          |
| Sport Boys          | 1 – 0          | Cultural Santa Rosa       | Miguel Grau           | 9 de julio     | 15:30          |
| Unión Huaral        | 2 – 0          | Cienciano                 | Julio Lores Colán     | 9 de julio     | 15:30          |
| Sport Loreto        | 2 – 1          | Universidad César Vallejo | Aliardo Soria         | 9 de julio     | 15:30          |
| Serrato Pacasmayo   | 1 – 0          | Sport Áncash              | Carlos A. Olivares    | 9 de julio     | 16:00          |
| Equipo libre:       | Sport Victoria | Sport Victoria            | Sport Victoria        | Sport Victoria | Sport Victoria |

| Fecha 13                  | Fecha 13          | Fecha 13            | Fecha 13                 | Fecha 13          | Fecha 13          |
| Local                     | Resultado         | Visitante           | Estadio                  | Fecha             | Hora              |
| ------------------------- | ----------------- | ------------------- | ------------------------ | ----------------- | ----------------- |
| Los Caimanes              | 0 – 3             | Sport Victoria      | Municipal de la Juventud | 15 de julio       | 15:00             |
| Cienciano                 | 1 – 0             | Sport Loreto        | Garcilaso de la Vega     | 16 de julio       | 15:00             |
| Universidad César Vallejo | 3 – 1             | Carlos A. Mannucci  | Mansiche                 | 16 de julio       | 15:30             |
| Deportivo Coopsol         | 0 – 2             | Alfredo Salinas     | Rómulo Shaw Cisneros     | 16 de julio       | 15:30             |
| Cultural Santa Rosa       | 0 – 0             | Unión Huaral        | Los Chankas              | 16 de julio       | 15:30             |
| Defensor La Bocana        | 3 – 0             | Deportivo Hualgayoc | Sesquicentenario         | 16 de julio       | 15:30             |
| Sport Áncash              | 2 – 3             | Sport Boys          | Rosas Pampa              | 16 de julio       | 15:30             |
| Equipo libre:             | Serrato Pacasmayo | Serrato Pacasmayo   | Serrato Pacasmayo        | Serrato Pacasmayo | Serrato Pacasmayo |

| Fecha 14            | Fecha 14     | Fecha 14                  | Fecha 14              | Fecha 14     | Fecha 14     |
| Local               | Resultado    | Visitante                 | Estadio               | Fecha        | Hora         |
| ------------------- | ------------ | ------------------------- | --------------------- | ------------ | ------------ |
| Alfredo Salinas     | 1 – 1        | Universidad César Vallejo | Municipal de Espinar  | 23 de julio  | 15:00        |
| Sport Boys          | 1 – 1        | Serrato Pacasmayo         | Miguel Grau           | 23 de julio  | 15:30        |
| Sport Victoria      | 1 – 1        | Defensor La Bocana        | José Picasso Peratta  | 23 de julio  | 15:30        |
| Deportivo Hualgayoc | 2 – 2        | Deportivo Coopsol         | José Gálvez Egúsquiza | 23 de julio  | 15:30        |
| Carlos A. Mannucci  | 2 – 1        | Cienciano                 | Mansiche              | 23 de julio  | 15:30        |
| Unión Huaral        | 3 – 0        | Sport Áncash              | Julio Lores Colán     | 23 de julio  | 15:30        |
| Sport Loreto        | 0 – 0        | Cultural Santa Rosa       | Aliardo Soria         | 23 de julio  | 15:30        |
| Equipo libre:       | Los Caimanes | Los Caimanes              | Los Caimanes          | Los Caimanes | Los Caimanes |

| Fecha 15                  | Fecha 15   | Fecha 15            | Fecha 15             | Fecha 15    | Fecha 15   |
| Local                     | Resultado  | Visitante           | Estadio              | Fecha       | Hora       |
| ------------------------- | ---------- | ------------------- | -------------------- | ----------- | ---------- |
| Deportivo Coopsol         | 0 – 2      | Sport Victoria      | Rómulo Shaw Cisneros | 5 de agosto | 15:30      |
| Sport Áncash              | 1 – 1      | Sport Loreto        | Rosas Pampa          | 5 de agosto | 15:30      |
| Cienciano                 | 1 – 1      | Alfredo Salinas     | Túpac Amaru          | 6 de agosto | 15:00      |
| Defensor La Bocana        | 2 – 1      | Los Caimanes        | Sesquicentenario     | 6 de agosto | 15:30      |
| Cultural Santa Rosa       | 1 – 0      | Carlos A. Mannucci  | Los Chankas          | 6 de agosto | 15:30      |
| Universidad César Vallejo | 4 – 4      | Deportivo Hualgayoc | Mansiche             | 6 de agosto | 15:30      |
| Serrato Pacasmayo         | 1 – 3      | Unión Huaral        | Carlos A. Olivares   | 6 de agosto | 16:00      |
| Equipo libre:             | Sport Boys | Sport Boys          | Sport Boys           | Sport Boys  | Sport Boys |

### Segunda vuelta
| Fecha 16                  | Fecha 16           | Fecha 16            | Fecha 16                 | Fecha 16           | Fecha 16           |
| Local                     | Resultado          | Visitante           | Estadio                  | Fecha              | Hora               |
| ------------------------- | ------------------ | ------------------- | ------------------------ | ------------------ | ------------------ |
| Cultural Santa Rosa       | 1 – 0              | Alfredo Salinas     | Los Chankas              | 12 de agosto       | 15:30              |
| Sport Boys                | 2 – 1              | Unión Huaral        | Miguel Grau              | 12 de agosto       | 15:30              |
| Sport Áncash              | 0 – 1              | Carlos A. Mannucci  | Rosas Pampa              | 13 de agosto       | 12:00              |
| Cienciano                 | 2 – 2              | Deportivo Hualgayoc | Túpac Amaru              | 13 de agosto       | 15:00              |
| Los Caimanes              | 1 – 1              | Deportivo Coopsol   | Municipal de la Juventud | 13 de agosto       | 15:00              |
| Universidad César Vallejo | 2 – 1              | Sport Victoria      | Municipal de Casa Grande | 13 de agosto       | 15:30              |
| Serrato Pacasmayo         | 0 – 1              | Sport Loreto        | Carlos A. Olivares       | 13 de agosto       | 16:00              |
| Equipo libre:             | Defensor La Bocana | Defensor La Bocana  | Defensor La Bocana       | Defensor La Bocana | Defensor La Bocana |

| Fecha 17            | Fecha 17     | Fecha 17                  | Fecha 17                 | Fecha 17     | Fecha 17     |
| Local               | Resultado    | Visitante                 | Estadio                  | Fecha        | Hora         |
| ------------------- | ------------ | ------------------------- | ------------------------ | ------------ | ------------ |
| Los Caimanes        | 0 – 1        | Universidad César Vallejo | Municipal de la Juventud | 19 de agosto | 11:00        |
| Sport Victoria      | 2 – 1        | Cienciano                 | José Picasso Peratta     | 20 de agosto | 15:30        |
| Alfredo Salinas     | 5 – 1        | Sport Áncash              | Municipal de Espinar     | 20 de agosto | 15:30        |
| Carlos A. Mannucci  | 5 – 2        | Serrato Pacasmayo         | Mansiche                 | 20 de agosto | 15:30        |
| Sport Loreto        | 2 – 1        | Sport Boys                | Aliardo Soria            | 20 de agosto | 15:30        |
| Deportivo Hualgayoc | 1 – 1        | Cultural Santa Rosa       | El Frutillo              | 20 de agosto | 15:30        |
| Defensor La Bocana  | 2 – 2        | Deportivo Coopsol         | Sesquicentenario         | 20 de agosto | 15:30        |
| Equipo libre:       | Unión Huaral | Unión Huaral              | Unión Huaral             | Unión Huaral | Unión Huaral |

| Fecha 18                  | Fecha 18          | Fecha 18            | Fecha 18             | Fecha 18          | Fecha 18          |
| Local                     | Resultado         | Visitante           | Estadio              | Fecha             | Hora              |
| ------------------------- | ----------------- | ------------------- | -------------------- | ----------------- | ----------------- |
| Sport Áncash              | 0 – 3             | Deportivo Hualgayoc | Rosas Pampa          | 27 de agosto      | 12:00             |
| Cienciano                 | 3 – 2             | Los Caimanes        | Garcilaso de la Vega | 27 de agosto      | 15:00             |
| Sport Boys                | 0 – 0             | Carlos A. Mannucci  | Miguel Grau          | 27 de agosto      | 15:30             |
| Cultural Santa Rosa       | 4 – 1             | Sport Victoria      | Los Chankas          | 27 de agosto      | 15:30             |
| Universidad César Vallejo | 4 – 2             | Defensor La Bocana  | Mansiche             | 27 de agosto      | 15:30             |
| Unión Huaral              | 2 – 0             | Sport Loreto        | Julio Lores Colán    | 27 de agosto      | 15:30             |
| Serrato Pacasmayo         | 2 – 0             | Alfredo Salinas     | Carlos A. Olivares   | 27 de agosto      | 16:00             |
| Equipo libre:             | Deportivo Coopsol | Deportivo Coopsol   | Deportivo Coopsol    | Deportivo Coopsol | Deportivo Coopsol |

| Fecha 19            | Fecha 19     | Fecha 19                  | Fecha 19                 | Fecha 19        | Fecha 19     |
| Local               | Resultado    | Visitante                 | Estadio                  | Fecha           | Hora         |
| ------------------- | ------------ | ------------------------- | ------------------------ | --------------- | ------------ |
| Deportivo Coopsol   | 2 – 1        | Universidad César Vallejo | Rómulo Shaw Cisneros     | 2 de septiembre | 15:30        |
| Los Caimanes        | 2 – 1        | Cultural Santa Rosa       | Municipal de la Juventud | 3 de septiembre | 11:00        |
| Sport Victoria      | 1 – 0        | Sport Áncash              | José Picasso Peratta     | 3 de septiembre | 15:30        |
| Alfredo Salinas     | 1 – 1        | Sport Boys                | Municipal de Espinar     | 3 de septiembre | 15:30        |
| Defensor La Bocana  | 1 – 2        | Cienciano                 | Sesquicentenario         | 3 de septiembre | 15:30        |
| Carlos A. Mannucci  | 1 – 1        | Unión Huaral              | Mansiche                 | 3 de septiembre | 15:30        |
| Deportivo Hualgayoc | 3 – 1        | Serrato Pacasmayo         | José Gálvez Egúsquiza    | 4 de septiembre | 15:30        |
| Equipo libre:       | Sport Loreto | Sport Loreto              | Sport Loreto             | Sport Loreto    | Sport Loreto |

| Fecha 20            | Fecha 20                  | Fecha 20                  | Fecha 20                  | Fecha 20                  | Fecha 20                  |
| Local               | Resultado                 | Visitante                 | Estadio                   | Fecha                     | Hora                      |
| ------------------- | ------------------------- | ------------------------- | ------------------------- | ------------------------- | ------------------------- |
| Cultural Santa Rosa | 6 – 1                     | Defensor La Bocana        | Los Chankas               | 9 de septiembre           | 15:30                     |
| Sport Áncash        | 1 – 0                     | Los Caimanes              | Rosas Pampa               | 10 de septiembre          | 12:00                     |
| Cienciano           | 6 – 2                     | Deportivo Coopsol         | Garcilaso de la Vega      | 10 de septiembre          | 15:00                     |
| Sport Boys          | 3 – 2                     | Deportivo Hualgayoc       | Miguel Grau               | 10 de septiembre          | 15:30                     |
| Unión Huaral        | 4 – 1                     | Alfredo Salinas           | Julio Lores Colán         | 10 de septiembre          | 15:30                     |
| Sport Loreto        | 0 – 0                     | Carlos A. Mannucci        | Aliardo Soria             | 10 de septiembre          | 15:30                     |
| Serrato Pacasmayo   | 1 – 1                     | Sport Victoria            | Carlos A. Olivares        | 10 de septiembre          | 16:00                     |
| Equipo libre:       | Universidad César Vallejo | Universidad César Vallejo | Universidad César Vallejo | Universidad César Vallejo | Universidad César Vallejo |

| Fecha 21                  | Fecha 21           | Fecha 21            | Fecha 21                 | Fecha 21           | Fecha 21           |
| Local                     | Resultado          | Visitante           | Estadio                  | Fecha              | Hora               |
| ------------------------- | ------------------ | ------------------- | ------------------------ | ------------------ | ------------------ |
| Deportivo Coopsol         | 0 – 0              | Cultural Santa Rosa | Rómulo Chaw Cisneros     | 16 de septiembre   | 15:30              |
| Universidad César Vallejo | 2 – 1              | Cienciano           | Mansiche                 | 16 de septiembre   | 15:30              |
| Sport Victoria            | 0 – 1              | Sport Boys          | José Picasso Peratta     | 17 de septiembre   | 15:30              |
| Alfredo Salinas           | 1 – 1              | Sport Loreto        | Municipal de Espinar     | 17 de septiembre   | 15:30              |
| Deportivo Hualgayoc       | 4 – 0              | Unión Huaral        | José Gálvez Egúsquiza    | 17 de septiembre   | 15:30              |
| Defensor La Bocana        | 3 – 1              | Sport Áncash        | Sesquicentenario         | 17 de septiembre   | 15:30              |
| Los Caimanes              | 0 – 2              | Serrato Pacasmayo   | Municipal de la Juventud | 9 de noviembre     | 13:30              |
| Equipo libre:             | Carlos A. Mannucci | Carlos A. Mannucci  | Carlos A. Mannucci       | Carlos A. Mannucci | Carlos A. Mannucci |

| Fecha 22            | Fecha 22  | Fecha 22                  | Fecha 22           | Fecha 22         | Fecha 22  |
| Local               | Resultado | Visitante                 | Estadio            | Fecha            | Hora      |
| ------------------- | --------- | ------------------------- | ------------------ | ---------------- | --------- |
| Sport Áncash        | 2 – 5     | Deportivo Coopsol         | Rosas Pampa        | 24 de septiembre | 12:00     |
| Carlos A. Mannucci  | 4 – 1     | Alfredo Salinas           | Mansiche           | 24 de septiembre | 15:30     |
| Unión Huaral        | 6 – 2     | Sport Victoria            | Julio Lores Colán  | 24 de septiembre | 15:30     |
| Cultural Santa Rosa | 1 – 1     | Universidad César Vallejo | Los Chankas        | 24 de septiembre | 15:30     |
| Sport Boys          | 3 – 1     | Los Caimanes              | Miguel Grau        | 24 de septiembre | 15:30     |
| Sport Loreto        | 1 – 3     | Deportivo Hualgayoc       | Aliardo Soria      | 24 de septiembre | 15:30     |
| Serrato Pacasmayo   | 3 – 3     | Defensor La Bocana        | Carlos A. Olivares | 24 de septiembre | 15:30     |
| Equipo libre:       | Cienciano | Cienciano                 | Cienciano          | Cienciano        | Cienciano |

| Fecha 23                  | Fecha 23        | Fecha 23            | Fecha 23                 | Fecha 23         | Fecha 23        |
| Local                     | Resultado       | Visitante           | Estadio                  | Fecha            | Hora            |
| ------------------------- | --------------- | ------------------- | ------------------------ | ---------------- | --------------- |
| Deportivo Coopsol         | 1 – 1           | Serrato Pacasmayo   | Rómulo Shaw Cisneros     | 30 de septiembre | 15:30           |
| Los Caimanes              | 2 – 4           | Unión Huaral        | Municipal de la Juventud | 1 de octubre     | 11:00           |
| Cienciano                 | 2 – 1           | Cultural Santa Rosa | Garcilaso de la Vega     | 1 de octubre     | 15:00           |
| Defensor La Bocana        | 0 – 2           | Sport Boys          | Sesquicentenario         | 1 de octubre     | 15:30           |
| Universidad César Vallejo | 8 – 1           | Sport Áncash        | Mansiche                 | 1 de octubre     | 15:30           |
| Deportivo Hualgayoc       | 4 – 0           | Carlos A. Mannucci  | José Gálvez Egúsquiza    | 1 de octubre     | 15:30           |
| Sport Victoria            | 1 – 0           | Sport Loreto        | José Picasso Peratta     | 1 de octubre     | 15:30           |
| Equipo libre:             | Alfredo Salinas | Alfredo Salinas     | Alfredo Salinas          | Alfredo Salinas  | Alfredo Salinas |

| Fecha 24           | Fecha 24            | Fecha 24                  | Fecha 24             | Fecha 24            | Fecha 24            |
| Local              | Resultado           | Visitante                 | Estadio              | Fecha               | Hora                |
| ------------------ | ------------------- | ------------------------- | -------------------- | ------------------- | ------------------- |
| Sport Áncash       | 1 – 4               | Cienciano                 | Rosas Pampa          | 8 de octubre        | 12:00               |
| Sport Boys         | 2 – 2               | Deportivo Coopsol         | Miguel Grau          | 8 de octubre        | 15:30               |
| Carlos A. Mannucci | 4 – 1               | Sport Victoria            | Mansiche             | 8 de octubre        | 15:30               |
| Sport Loreto       | 3 – 1               | Los Caimanes              | Aliardo Soria        | 8 de octubre        | 15:30               |
| Alfredo Salinas    | 1 – 1               | Deportivo Hualgayoc       | Municipal de Espinar | 8 de octubre        | 15:30               |
| Unión Huaral       | 3 – 2               | Defensor La Bocana        | Julio Lores Colán    | 8 de octubre        | 15:30               |
| Serrato Pacasmayo  | 0 – 5               | Universidad César Vallejo | Carlos A. Olivares   | 8 de octubre        | 16:00               |
| Equipo libre:      | Cultural Santa Rosa | Cultural Santa Rosa       | Cultural Santa Rosa  | Cultural Santa Rosa | Cultural Santa Rosa |

| Fecha 25                  | Fecha 25            | Fecha 25            | Fecha 25                 | Fecha 25            | Fecha 25            |
| Local                     | Resultado           | Visitante           | Estadio                  | Fecha               | Hora                |
| ------------------------- | ------------------- | ------------------- | ------------------------ | ------------------- | ------------------- |
| Los Caimanes              | 1 – 1               | Carlos A. Mannucci  | Municipal de la Juventud | 15 de octubre       | 11:00               |
| Cienciano                 | 4 – 1               | Serrato Pacasmayo   | Garcilaso de la Vega     | 15 de octubre       | 15:00               |
| Deportivo Coopsol         | 4 – 1               | Unión Huaral        | Rómulo Shaw Cisneros     | 15 de octubre       | 15:30               |
| Defensor La Bocana        | 1 – 0               | Sport Loreto        | Sesquicentenario         | 15 de octubre       | 15:30               |
| Universidad César Vallejo | 1 – 1               | Sport Boys          | Mansiche                 | 15 de octubre       | 15:30               |
| Sport Victoria            | 1 – 1               | Alfredo Salinas     | José Picasso Peratta     | 15 de octubre       | 15:30               |
| Cultural Santa Rosa       | 2 – 2               | Sport Áncash        | Los Chankas              | 15 de octubre       | 15:30               |
| Equipo libre:             | Deportivo Hualgayoc | Deportivo Hualgayoc | Deportivo Hualgayoc      | Deportivo Hualgayoc | Deportivo Hualgayoc |

| Fecha 26            | Fecha 26     | Fecha 26                  | Fecha 26              | Fecha 26      | Fecha 26     |
| Local               | Resultado    | Visitante                 | Estadio               | Fecha         | Hora         |
| ------------------- | ------------ | ------------------------- | --------------------- | ------------- | ------------ |
| Serrato Pacasmayo   | 1 – 1        | Cultural Santa Rosa       | Carlos A. Olivares    | 20 de octubre | 11:00        |
| Unión Huaral        | 0 – 4        | Universidad César Vallejo | Julio Lores Colán     | 21 de octubre | 15:30        |
| Sport Loreto        | 2 – 1        | Deportivo Coopsol         | Aliardo Soria         | 21 de octubre | 15:30        |
| Alfredo Salinas     | 5 – 4        | Los Caimanes              | Municipal de Espinar  | 21 de octubre | 15:30        |
| Carlos A. Mannucci  | 5 – 2        | Defensor La Bocana        | Mansiche              | 21 de octubre | 15:30        |
| Deportivo Hualgayoc | 3 – 2        | Sport Victoria            | José Gálvez Egúsquiza | 21 de octubre | 15:30        |
| Sport Boys          | 1 – 2        | Cienciano                 | Miguel Grau           | 21 de octubre | 15:30        |
| Equipo libre:       | Sport Áncash | Sport Áncash              | Sport Áncash          | Sport Áncash  | Sport Áncash |

| Fecha 27                  | Fecha 27       | Fecha 27            | Fecha 27                 | Fecha 27       | Fecha 27       |
| Local                     | Resultado      | Visitante           | Estadio                  | Fecha          | Hora           |
| ------------------------- | -------------- | ------------------- | ------------------------ | -------------- | -------------- |
| Los Caimanes              | 2 – 0          | Deportivo Hualgayoc | Municipal de la Juventud | 28 de octubre  | 11:00          |
| Sport Áncash              | 3 – 1          | Serrato Pacasmayo   | Videna de Huaraz         | 29 de octubre  | 12:00          |
| Universidad César Vallejo | 6 – 2          | Sport Loreto        | Mansiche                 | 29 de octubre  | 15:30          |
| Cultural Santa Rosa       | 0 – 0          | Sport Boys          | Los Chankas              | 29 de octubre  | 15:30          |
| Deportivo Coopsol         | 2 – 2          | Carlos A. Mannucci  | Rómulo Shaw Cisneros     | 29 de octubre  | 15:30          |
| Defensor La Bocana        | 3 – 1          | Alfredo Salinas     | Sesquicentenario         | 29 de octubre  | 15:30          |
| Cienciano                 | 8 – 1          | Unión Huaral        | Garcilaso de la Vega     | 29 de octubre  | 15:45          |
| Equipo libre:             | Sport Victoria | Sport Victoria      | Sport Victoria           | Sport Victoria | Sport Victoria |

| Fecha 28            | Fecha 28          | Fecha 28                  | Fecha 28                                                       | Fecha 28                                                       | Fecha 28                                                       |
| Local               | Resultado         | Visitante                 | Estadio                                                        | Fecha                                                          | Hora                                                           |
| ------------------- | ----------------- | ------------------------- | -------------------------------------------------------------- | -------------------------------------------------------------- | -------------------------------------------------------------- |
| Sport Loreto        | 3 – 4             | Cienciano                 | Aliardo Soria                                                  | 5 de noviembre                                                 | 15:30                                                          |
| Carlos A. Mannucci  | 1 – 2             | Universidad César Vallejo | Mansiche                                                       | 5 de noviembre                                                 | 15:30                                                          |
| Unión Huaral        | 2 – 4             | Cultural Santa Rosa       | Julio Lores Colán                                              | 5 de noviembre                                                 | 15:30                                                          |
| Deportivo Hualgayoc | 5 – 0             | Defensor La Bocana        | José Gálvez Egúsquiza                                          | 5 de noviembre                                                 | 15:30                                                          |
| Sport Boys          | 6 – 0             | Sport Áncash              | Miguel Grau                                                    | 5 de noviembre                                                 | 15:30                                                          |
| Sport Victoria      | 0 – 3             | Los Caimanes              | Resultados otorgados por la comisión de justicia de la ADFP-SD | Resultados otorgados por la comisión de justicia de la ADFP-SD | Resultados otorgados por la comisión de justicia de la ADFP-SD |
| Alfredo Salinas     | 0 – 3             | Deportivo Coopsol         | Resultados otorgados por la comisión de justicia de la ADFP-SD | Resultados otorgados por la comisión de justicia de la ADFP-SD | Resultados otorgados por la comisión de justicia de la ADFP-SD |
| Equipo libre:       | Serrato Pacasmayo | Serrato Pacasmayo         | Serrato Pacasmayo                                              | Serrato Pacasmayo                                              | Serrato Pacasmayo                                              |

| Fecha 29                  | Fecha 29     | Fecha 29            | Fecha 29             | Fecha 29        | Fecha 29     |
| Local                     | Resultado    | Visitante           | Estadio              | Fecha           | Hora         |
| ------------------------- | ------------ | ------------------- | -------------------- | --------------- | ------------ |
| Sport Áncash              | 1 – 4        | Unión Huaral        | Videna               | 11 de noviembre | 13:45        |
| Deportivo Coopsol         | 4 – 2        | Deportivo Hualgayoc | Rómulo Shaw Cisneros | 11 de noviembre | 15:30        |
| Cultural Santa Rosa       | 4 – 0        | Sport Loreto        | Los Chankas          | 12 de noviembre | 15:30        |
| Serrato Pacasmayo         | 1 – 3        | Sport Boys          | Carlos A. Olivares   | 12 de noviembre | 15:30        |
| Defensor La Bocana        | 6 – 1        | Sport Victoria      | Sesquicentenario     | 12 de noviembre | 15:30        |
| Cienciano                 | 1 – 1        | Carlos A. Mannucci  | Garcilaso de la Vega | 12 de noviembre | 15:30        |
| Universidad César Vallejo | 7 – 2        | Alfredo Salinas     | Mansiche             | 12 de noviembre | 15:30        |
| Equipo libre:             | Los Caimanes | Los Caimanes        | Los Caimanes         | Los Caimanes    | Los Caimanes |

| Fecha 30            | Fecha 30   | Fecha 30                  | Fecha 30                  | Fecha 30        | Fecha 30   |
| Local               | Resultado  | Visitante                 | Estadio                   | Fecha           | Hora       |
| ------------------- | ---------- | ------------------------- | ------------------------- | --------------- | ---------- |
| Sport Victoria      | 1 – 1      | Deportivo Coopsol         | Niño Héroe Manuel Bonilla | 17 de noviembre | 11:00      |
| Sport Loreto        | 2 – 2      | Sport Áncash              | Videna                    | 17 de noviembre | 13:00      |
| Los Caimanes        | 3 – 1      | Defensor La Bocana        | Municipal de la Juventud  | 18 de noviembre | 11:00      |
| Carlos A. Mannucci  | 0 – 0      | Cultural Santa Rosa       | Mansiche                  | 19 de noviembre | 15:30      |
| Unión Huaral        | 3 – 0      | Serrato Pacasmayo         | Julio Lores Colán         | 19 de noviembre | 15:30      |
| Alfredo Salinas     | 2 – 2      | Cienciano                 | Municipal de Espinar      | 19 de noviembre | 15:30      |
| Deportivo Hualgayoc | 1 – 0      | Universidad César Vallejo | José Gálvez Egúsquiza     | 19 de noviembre | 15:30      |
| Equipo libre:       | Sport Boys | Sport Boys                | Sport Boys                | Sport Boys      | Sport Boys |

## Definición del Campeonato
| 26 de noviembre de 2017, 14:45 | Universidad César Vallejo            | 1:1 (0:1) (2:4 p.)         | Sport Boys                                     | Estadio Inca Garcilaso de la Vega, Cusco               |                                                        |
|                                | Fleitas 50'                          | Reporte                    | Ambriz 36'                                     | Asistencia: 4974 espectadores Árbitro(s): Joel Alarcón | Asistencia: 4974 espectadores Árbitro(s): Joel Alarcón |
|                                |                                      | Tiros desde el punto penal |                                                |                                                        |                                                        |
|                                | Baylón · Rostaing · Ríos · Olascuaga |                            | Faiffer · Sheput · Seminario · Reátegui · Fano |                                                        |                                                        |

|                    |
| Campeón Sport Boys |
| 3.º título         |

## Goleadores
- Actualizado al 21 de noviembre de 2017.[44]

| Pos. | Jugador              | Equipo                    | Goles |
| ---- | -------------------- | ------------------------- | ----- |
| 1    | Carlos López         | Unión Huaral              | 24    |
| 2    | Andy Pando           | Universidad César Vallejo | 20    |
| 3    | Danny Kong           | Cultural Santa Rosa       | 13    |
| 3    | César Zambrano       | Deportivo Hualgayoc       | 13    |
| 4    | Fernando Oliveira    | Carlos A. Mannucci        | 12    |
| 5    | Rafael Agámez        | Universidad César Vallejo | 11    |
| 5    | Josías Cardoso       | Deportivo Coopsol         | 11    |
| 5    | Christopher Charún   | Sport Áncash              | 11    |
| 5    | Guillermo Tomasevich | Sport Boys                | 11    |

## Asistencia

### Partidos con mayor asistencia
Actualizado el 24 de agosto de 2017 de acuerdo a ADFP-SD.
| Fecha | Ciudad   | Estadio              | Equipo local       | Equipo visitante    | Asistentes |
| ----- | -------- | -------------------- | ------------------ | ------------------- | ---------- |
| 10    | Callao   | Miguel Grau          | Sport Boys         | César Vallejo       | 10 467     |
| 6     | Cusco    | Garcilaso de la Vega | Cienciano          | César Vallejo       | 10 191     |
| 13    | Trujillo | Mansiche             | César Vallejo      | Carlos A. Mannucci  | 9039       |
| 3     | Trujillo | Mansiche             | Carlos A. Mannucci | Sport Boys          | 8366       |
| 17    | Pucallpa | Aliardo Soria        | Sport Loreto       | Sport Boys          | 7684       |
| 8     | Callao   | Miguel Grau          | Sport Boys         | Defensor La Bocana  | 6128       |
| 3     | Pucallpa | Aliardo Soria        | Sport Loreto       | Unión Huaral        | 5701       |
| 2     | Callao   | Miguel Grau          | Sport Boys         | Sport Loreto        | 5534       |
| 11    | Cusco    | Garcilaso de la Vega | Cienciano          | Sport Boys          | 5235       |
| 12    | Callao   | Miguel Grau          | Sport Boys         | Cultural Santa Rosa | 5111       |